# Buleuterio de Aso
El Buleuterio de Aso era un buleuterio o sede de la boulé (consejo), lugar de reunión en la ciudad de Aso de la región histórica de  Tróade en Anatolia en la actual Turquía. Estaba situado en el extremo oriental del ágora de la ciudad.

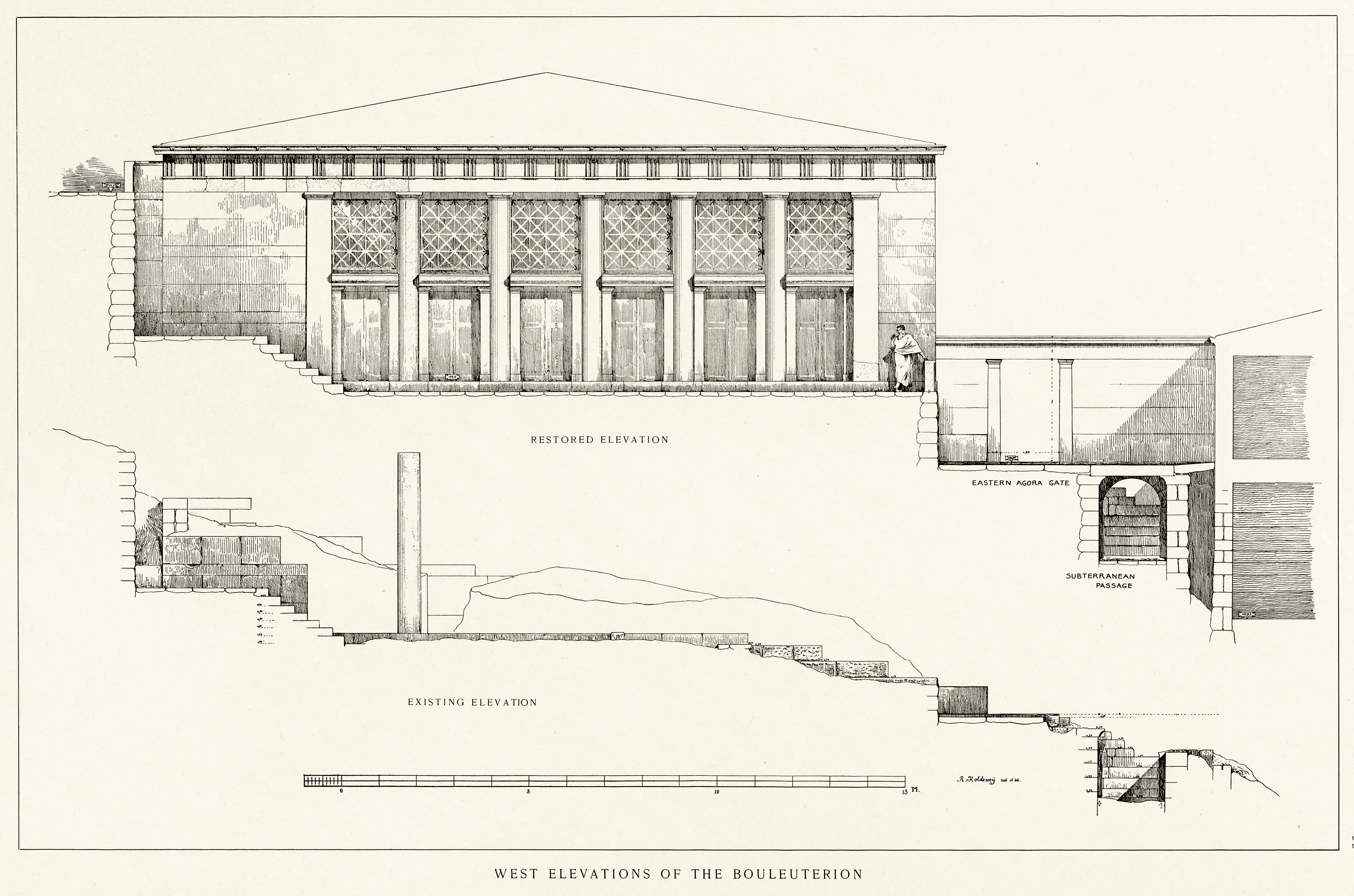
Dibujo del Buleuterio de Aso.

Fue construido en el periodo helenístico, y data de alrededor del 300-100 a. C. Esto lo convierte en uno de los primeros buleuterios de las ciudades griegas de Asia Menor.
Era de estilo dórico y de planta cuadrada. El edificio tenía cinco columnas en la fachada oeste (ágora). En el interior, el tejado del edificio estaba sostenido por cuatro columnas cuadradas. Al oeste del Buleuterio se encontraba la llamada Estoa norte.